# Тайба-Таушево
 Тайба-Таушево  (чув. Таяпа) — деревня в Тетюшском районе Татарстана. Входит в состав Кошки-Новотимбаевского сельского поселения.

## География
Находится в юго-западной части Татарстана на расстоянии приблизительно 24 км на юго-запад по прямой от районного центра города Тетюши у речки Кильна.

## История
Основана в XVII веке. Историческое название — Чувашская Тайба. В 1896 имелись мечеть и медресе.

## Население
Постоянных жителей насчитывалось в 1879—230, в 1896—295, в 1911—437, в 1989—171, в 1997—129. Постоянное население составляло 116 человек (чуваши — 84 %) в 2002 году, 100 в 2010.